# DNSAP's Landsstævne i Grenaa
DNSAP's Landsstævne i Grenaa er en dansk propagandafilm fra 1937.

## Handling
D.N.S.A.P.'s (det danske nazistpartis) 4. landsstævne i Grenaa den 19.-20. juni 1937. 8000 deltager. I S.A. lejren har man sin egen musikgruppe. Der er parade til ære for landslederen, Fritz Clausen. Hundestedfærgen ankommer med sjællænderne. S.A. marcherer til Dyrskuepladsen. Unge piger i nationaldragter sælger festemblemer og blomster. Herfra udgår den store demonstrationsmarch til Stadion. Mottoet er: En Dag, naar Danmark vaagner op, S.A. staar Vagt for Sejren Trop for Trop!

## Medvirkende
- Frits Clausen